# Liste der Kulturdenkmale in Meiningen (A–L)
Die Liste der Kulturdenkmale in Meiningen (A–L) ist eine Teilliste der Liste der Kulturdenkmale in Meiningen und führt die Einzeldenkmale in der Kernstadt der Kreisstadt Meiningen in Südthüringen auf. Die Kulturdenkmale sind alphabetisch von A bis L nach Straßen und Plätzen geordnet.
Die Erfassung aller Denkmale in die Denkmalliste der Unteren Denkmalschutzbehörde in Meiningen ist noch nicht abgeschlossen. Die Liste erhebt somit keinen Anspruch auf Vollständigkeit.

## Legende
- Bild: zeigt ein Bild des Kulturdenkmals und gegebenenfalls einen Link zu weiteren Fotos des Kulturdenkmals im Medienarchiv Wikimedia Commons
- Bezeichnung: Name, Bezeichnung oder die Art des Kulturdenkmals
- Lage: Wenn vorhanden Straßenname und Hausnummer des Kulturdenkmals; Grundsortierung der Liste erfolgt nach dieser Adresse. Der Link Karte führt zu verschiedenen Kartendarstellungen und nennt die Koordinaten des Kulturdenkmals.
 Kartenansicht, um Koordinaten zu setzen – in dieser Kartenansicht sind Kulturdenkmale ohne Koordinaten mit einem roten bzw. orangen Marker dargestellt und können in der Karte gesetzt werden. Kulturdenkmale ohne Bild sind mit einem blauen bzw. roten Marker gekennzeichnet, Kulturdenkmale mit Bild mit einem grünen bzw. orangen Marker.
- Datierung: gibt das Jahr der Fertigstellung beziehungsweise das Datum der Erstnennung oder den Zeitraum der Errichtung an
- Beschreibung: bauliche und geschichtliche Einzelheiten des Kulturdenkmals, vorzugsweise die Denkmaleigenschaften
- ID: Die ID identifiziert das Kulturdenkmal eindeutig. In Thüringen sind aktuell keine IDs veröffentlicht. In der ID-Spalte kann sich auch folgendes Icon  befinden, dies führt zu Angaben zu diesem Kulturdenkmal bei Wikidata.

## A

### Adelheidstraße
Stadtteil Meiningen-Ost

| Bild            | Bezeichnung | Lage                      | Datierung | Beschreibung                                                                                        | ID |
| --------------- | ----------- | ------------------------- | --------- | --------------------------------------------------------------------------------------------------- | -- |
| Fotos hochladen | Wohnhaus    | Adelheidstraße 1 (Karte)  | 1996      | Wohnhaus mit Innenausstattung                                                                       |    |
| Fotos hochladen | Wohnhaus    | Adelheidstraße 2 (Karte)  | 1997      | Wohnhaus mit Innenausstattung                                                                       |    |
| Fotos hochladen | Wohnhaus    | Adelheidstraße 6 (Karte)  | 1996      | Wohnhaus mit Innenausstattung                                                                       |    |
| Fotos hochladen | Wohnhaus    | Adelheidstraße 11 (Karte) |           | Mehrfamilienwohnhaus                                                                                |    |
| Fotos hochladen | Wohnhaus    | Adelheidstraße 13 (Karte) |           | Mehrfamilienwohnhaus                                                                                |    |
| Fotos hochladen | Wohnhaus    | Adelheidstraße 15 (Karte) | 2001      | Mehrfamilienwohnhaus mit Innenausstattung, Holzbauteile im Jugendstil.                              |    |
| Fotos hochladen | Wohnhaus    | Adelheidstraße 17 (Karte) | 1996      | Verklinkerte Stadtvilla mit Eckturm, mit Innenausstattung, erbaut 1902 von Architekt Theodor Krech. |    |

### Alte Henneberger Straße
Stadtzentrum

| Bild            | Bezeichnung | Lage                              | Datierung | Beschreibung | ID |
| --------------- | ----------- | --------------------------------- | --------- | --- | -- |
| BW              | Wohnhaus    | Alte Henneberger Straße 1 (Karte) | 1997      | Wohnhaus |    |
| Fotos hochladen | Sarterstift | Alte Henneberger Straße 2 (Karte) |           | Sarterstift: erbaut 1888 als Marienschule, später Säuglingsheim und Mütterberatung, ab 1951 Kindergarten, nach der 2003/04 erfolgten Sanierung Mehrgenerationenhaus, benannt nach dem Stifter Stephan von Sarter. |    |

### Am Bielstein
Stadtteil Meiningen-West

| Bild            | Bezeichnung | Lage                   | Datierung | Beschreibung | ID |
| --------------- | ----------- | ---------------------- | --------- | --- | -- |
| Fotos hochladen | Wohnhaus    | Am Bielstein 2 (Karte) | 1996      | 1902 erbautes Wohnhaus mit Innenausstattung, Garten und Umfriedung.                                                   |    |
| Fotos hochladen | Villa       | Am Bielstein 3 (Karte) | 1996      | Villa: Geschäftshaus mit Innenausstattung, Garten und Umfriedung, Verwaltung der ehemaligen Meininger Privatbrauerei. |    |
| BW              | Wohnhaus    | Am Bielstein 4 (Karte) | 2004      | Wohnhaus |    |

### Am Dietrich
Stadtteil Meiningen-West

| Bild                           | Bezeichnung | Lage                  | Datierung | Beschreibung                                                                   | ID |
| ------------------------------ | ----------- | --------------------- | --------- | ------------------------------------------------------------------------------ | -- |
| weitere Bilder Fotos hochladen | Höhle       | Am Dietrich 2 (Karte) | 1915      | Goetz-Höhle, 1915 entdeckte und seit 1934 zugängliche Kluft- und Spaltenhöhle. |    |

### Am Flutgraben
Stadtteil Meiningen-Ost

| Bild                           | Bezeichnung | Lage                    | Datierung | Beschreibung                                                                                   | ID |
| ------------------------------ | ----------- | ----------------------- | --------- | ---------------------------------------------------------------------------------------------- | -- |
| weitere Bilder Fotos hochladen | Fabrik      | Am Flutgraben 2 (Karte) | 2003      | Dampflokwerk Meiningen: Ehemals RAW, erbaut 1914, sämtliche Gebäude und historische Fahrzeuge. |    |

### Am Frauenbrunnen
Stadtteil Meiningen-Ost

| Bild                           | Bezeichnung | Lage                        | Datierung | Beschreibung                                                         | ID |
| ------------------------------ | ----------- | --------------------------- | --------- | -------------------------------------------------------------------- | -- |
| weitere Bilder Fotos hochladen | Wohnhaus    | Am Frauenbrunnen 22 (Karte) | 2016      | Villa Kühnlenz: Jugendstil-Stadtvilla, erbaut 1911 von Karl Behlert. |    |

### Am Kirchbrunnen
Stadtteil Meiningen-Ost

| Bild            | Bezeichnung | Lage                      | Datierung | Beschreibung | ID |
| --------------- | ----------- | ------------------------- | --------- | --- | -- |
| Fotos hochladen | Wohnhaus    | Am Kirchbrunnen 1 (Karte) | 1842      | Villa Olymp: Wohnhaus im klassizistischen Stil mit massiver Stützmauer und Außentreppenanlge, 2021 restauriert. |    |

### Am Mittleren Rasen
Stadtzentrum

| Bild                           | Bezeichnung | Lage                          | Datierung | Beschreibung | ID |
| ------------------------------ | ----------- | ----------------------------- | --------- | --- | -- |
| weitere Bilder Fotos hochladen | Brücke      | Am Mittleren Rasen (Karte)    | 2005      | Georgsbrücke: Erbaut 1899 über die Werra als Stahlbeton-Konstruktion mit sieben Stahlgitterträgern, die zweite Brücke dieser Art Deutschlands mit 40 m Spannweite, Breite 8 m, Bogenhöhe 3,70 m, Gesamtlänge 63 m, Kalksteindollen-Geländer, Architekt Eduard Fritze, Namensgeber: Herzog Georg II. |    |
| Fotos hochladen                | Brücke      | Am Mittleren Rasen (Karte)    | 2005      | Steinbogenbrücke über den Mühlgraben |    |
| Fotos hochladen                | Wohnhaus    | Am Mittleren Rasen 2 (Karte)  | 1996      | Stadtvilla, Architekt: Karl Behlert. |    |
| weitere Bilder Fotos hochladen | Wohnhaus    | Am Mittleren Rasen 4 (Karte)  | 2002      | Stadtvilla |    |
| weitere Bilder Fotos hochladen | Palais      | Am Mittleren Rasen 6 (Karte)  | 1996      | Große massive Stadtvilla, Funktion als Gemeindehaus der evangelischen Kirchengemeinde mit einigen Wohnungen, Architekt: Eduard Fritze. |    |
| weitere Bilder Fotos hochladen | Wohnhaus    | Am Mittleren Rasen 7 (Karte)  | 2001      | Stadtvilla, Wohnhaus des Architekten Karl Behlert. |    |
| weitere Bilder Fotos hochladen | Villa       | Am Mittleren Rasen 8 (Karte)  | 1996      | Stadtvilla, Architekt: Karl Behlert. |    |
| BW                             | Wohnhaus    | Am Mittleren Rasen 10 (Karte) |           | Stadtvilla |    |

### Am Pulverrasen
Stadtzentrum

| Bild                           | Bezeichnung | Lage                     | Datierung | Beschreibung | ID |
| ------------------------------ | ----------- | ------------------------ | --------- | --- | -- |
| weitere Bilder Fotos hochladen | Schule      | Am Pulverrasen 1 (Karte) | 1994      | Schule am Pulverrasen: Erbaut 1911 als neue Bürgerschule, ab 1914 Prinz-Friedrich-Schule (benannt nach Friedrich von Sachsen-Meiningen), mit Uhr- und Glockenturm, Lehrschwimmbecken und angegliederter Sporthalle im gleichen Baustil, Architekten Oberbaurat Eduard Fritze und Landbaurat Otto Schubert, heute Grund- und Regelschule. |    |

### Am Weidig
Stadtteil Meiningen-West

| Bild            | Bezeichnung | Lage                | Datierung | Beschreibung                                          | ID |
| --------------- | ----------- | ------------------- | --------- | ----------------------------------------------------- | -- |
| Fotos hochladen | Wohnhaus    | Am Weidig 5 (Karte) | 1996      | Mit Innenausstattung und Garten, zurzeit leerstehend. |    |
| Fotos hochladen | Wohnhaus    | Am Weidig 6 (Karte) | 1996      | Mit Innenausstattung und Garten                       |    |

### An der Oberen Mauer
Stadtzentrum – Historische Altstadt

| Bild            | Bezeichnung | Lage                          | Datierung | Beschreibung | ID |
| --------------- | ----------- | ----------------------------- | --------- | --- | -- |
| Fotos hochladen | Fronveste   | An der Oberen Mauer 3 (Karte) | 2005      | Neugotisches Kalkstein-Bauwerk mit zinnenbekrönter Umfassungsmauer, errichtet von 1843 bis 1845 als Stadtgefängnis von August Wilhelm Döbner, heutige Nutzung als Hotel, Restaurant und Pub. |    |

### Anton-Ulrich-Straße
| Bild                           | Bezeichnung             | Lage                              | Datierung | Beschreibung | ID |
| ------------------------------ | ----------------------- | --------------------------------- | --------- | --- | -- |
| Fotos hochladen                | Geschäftshaus           | Anton-Ulrich-Straße 1 (Karte)     | 2005      | Fachwerkhaus, Bürgerhaus aus dem 17. Jahrhundert mit vorherrschenden Andreaskreuzen, Keller mit spätmittelalterlichen Kreuzgewölben, vormals Bäckerei, heute Pension und Restaurant.                                                                                                |    |
| Fotos hochladen                | Wohnhaus                | Anton-Ulrich-Straße 6 (Karte)     |           | |    |
| Fotos hochladen                | Wohnhaus                | Anton-Ulrich-Straße 30 (Karte)    |           | Fachwerkhaus |    |
| Fotos hochladen                | Stuckdecke              | Anton-Ulrich-Straße 32 (Karte)    |           | Gaststätte "Zur fröhlichen Einkehr", Stuckdecke im Innern. |    |
| Fotos hochladen                | Wohn- und Geschäftshaus | Anton-Ulrich-Straße 39/41 (Karte) | 2009      | Wolfsschlucht: Massives Wohnhaus mit ehemaligen Restaurant „Wolfsschlucht“, Architekt Karl Behlert. |    |
| weitere Bilder Fotos hochladen | Geschäftshaus           | Anton-Ulrich-Straße 43 (Karte)    |           | Steinernes Haus, Sockelgeschoss aus dem 14. Jahrhundert, Obergeschosse von 1551 im Stil der Renaissance mit Karyatiden und Hermen. |    |
| Fotos hochladen                | Wohnhaus                | Anton-Ulrich-Straße 45 (Karte)    |           | Fachwerkhaus: Ehemalige Obermühle, Mahlmühle und Erzeugung von Elektroenergie, gespeist vom inneren Mühlgraben am Obertor, Betrieb von Anfang des 14. Jahrhunderts bis 1925, bestehendes Gebäude erbaut 1861–65 als dreigeschossiger Fachwerkbau, in den 1990er Jahren restauriert. |    |
| Fotos hochladen                | Wohn- und Geschäftshaus | Anton-Ulrich-Straße 49 (Karte)    |           | Erbaut 1738 als städtisches Fischhaus vor dem Oberen Tor, von 1810 bis 1867 Militärkrankenhaus, seitdem Wohn- und Geschäftshaus. |    |
| Fotos hochladen                | Wohnhaus                | Anton-Ulrich-Straße 52 (Karte)    |           | „Wasserburg“ genanntes Wohnhaus: 1817 erbaut unter Einbeziehung des → Pulverturms der Stadtbefestigung als städtisches Krankenhaus, ab 1829 Sitz des Kreis- und Stadtgerichts. |    |
| Fotos hochladen                | Villa                   | Anton-Ulrich-Straße 56 (Karte)    | 1996      | Villa mit Innenausstattung und Umfriedung, Caritas Meiningen. |    |

### Auf dem Mittleren Rasen
Stadtzentrum

| Bild            | Bezeichnung | Lage                              | Datierung | Beschreibung | ID |
| --------------- | ----------- | --------------------------------- | --------- | --- | -- |
| Fotos hochladen | Hallenbad   | Auf dem Mittleren Rasen 6 (Karte) | 1996      | Stadtbad: Erbaut 1906 von Karl Behlert als Jugendstil-Hallenbad und Dampfwaschanstalt (Ernst-Prinz-Bad), wurde bis 2001 als Schwimmhalle genutzt, nach Umbau 2008 Nutzung als Sporthalle. |    |

## B

### Bechsteinstraße
Stadtteil Meiningen-Süd

| Bild            | Bezeichnung | Lage                      | Datierung | Beschreibung                                     | ID |
| --------------- | ----------- | ------------------------- | --------- | ------------------------------------------------ | -- |
| Fotos hochladen | Wohnhaus    | Bechsteinstraße 7 (Karte) |           | Stadtvilla mit Fachwerkelementen und Treppenturm |    |

### Bella-Aul-Straße
Stadtteil Meiningen-Nord

| Bild            | Bezeichnung | Lage                       | Datierung | Beschreibung                                            | ID |
| --------------- | ----------- | -------------------------- | --------- | ------------------------------------------------------- | -- |
| Fotos hochladen | Wohnhaus    | Bella-Aul-Straße 6 (Karte) | 1997      | Wohnhaus und Einfriedung, erbaut um 1890, saniert 1994. |    |

### Berliner Straße
Stadtteil Meiningen-Ost

| Bild                           | Bezeichnung        | Lage                            | Datierung | Beschreibung | ID |
| ------------------------------ | ------------------ | ------------------------------- | --------- | --- | -- |
| Fotos hochladen                | Grabmal            | Berliner Straße (Karte)         |           | Grabmal des Intendanten, Regisseurs und Schauspielers Ludwig Chronegk auf dem Jüdischen Friedhof. |    |
| weitere Bilder Fotos hochladen | Friedhof           | Berliner Straße 13, 13a (Karte) |           | Parkfriedhof Meiningen: Friedhof, Grabstätten, Gebäude, Grünanlagen, Freiflächen und Wegführungen (Flurstücke 2506/1, 2507/7/10/12, 2509, 2516). Einzelne Grabmale und -stätten sowie Denkmale siehe Liste der Kulturdenkmale in den Meininger Parks / Abschnitt Parkfriedhof. |    |
| weitere Bilder Fotos hochladen | Verwaltungsgebäude | Berliner Straße 13 (Karte)      |           | Eingangshalle und Verwaltungsgebäude im neugotischen Stil zum Parkfriedhof, erbaut 1838 von August Wilhelm Döbner. |    |
| Fotos hochladen                | Grabmal            | Berliner Straße (Karte)         |           | Grabmalanlage von Herzog Georg II. und Helene Freifrau von Heldburg, sie ist ein Werk des Bildhauers Adolf von Hildebrand auf dem Parkfriedhof Meiningen. |    |
| Fotos hochladen                | Wohnhaus           | Berliner Straße 24a/b (Karte)   | 1997      | Dreigeschossiges symmetrisch ausgeführtes Doppelwohnhaus mit Ecktürmen von 1897. |    |
| weitere Bilder Fotos hochladen | Schule             | Berliner Straße 27 (Karte)      | 1997      | Evangelisches Gymnasium Meiningen: Realgymnasium Meiningen, roter Backsteinbau, auch Rote Schule genannt, erbaut 1877 als Realgymnasium, später Reform-Gymnasium, Oberrealschule, Reform-Real-Gymnasium, Polytechnische Oberschule „Friedrich Schiller“, Schule für Lernbehinderte, seit 2012 Evangelisches Gymnasium, im Zweiten Weltkrieg schwer beschädigt, Architekt: Otto Hoppe. |    |
| weitere Bilder Fotos hochladen | Villa              | Berliner Straße 28 (Karte)      | 1996      | Villa Zimmermann mit großem Turm, mit Innenausstattung und Einfriedung, erbaut 1900 von Carl Göbel. |    |
| Fotos hochladen                | Wohnhaus           | Berliner Straße 34 (Karte)      | 1997      | Wohnhaus mit Innenausstattung und Garten, erbaut 1897 von Architekt Otto Schubert. |    |
| Fotos hochladen                | Wohnhaus           | Berliner Straße 36 (Karte)      | 1997      | Stadtvilla: Stilvoll verklinkerte Stadtvilla mit Turm, erbaut 1901 von Carl Göbel. |    |
| Fotos hochladen                | Wohnhaus           | Berliner Straße 38 (Karte)      | 2017      | Villa Bernhardt mit Garten und Einfriedung. |    |
| Fotos hochladen                | Villa              | Berliner Straße 39 (Karte)      |           | Villa, ehemaliges Wohnhaus des Architekten Eduard Fritze, mit Innenausstattung |    |
| weitere Bilder Fotos hochladen | Wohnhaus           | Berliner Straße 40 (Karte)      |           | Typisches Wohnhaus um 1900 mit verglaster Veranda, mit Innenausstattung und Garten, Architekt: Carl Göbel. |    |
| Fotos hochladen                | Wohnhaus           | Berliner Straße 42 (Karte)      |           | Stadtvilla, mit Innenausstattung und Garten, Architekt: Carl Göbel. |    |
| weitere Bilder Fotos hochladen | Wohnhaus           | Berliner Straße 43 (Karte)      |           | Stadtvilla mit einem von einer von einer Kuppel gekrönten Turm, mit Innenausstattung, Wege und Garten. |    |
| weitere Bilder Fotos hochladen | Wohnhaus           | Berliner Straße 45 (Karte)      |           | Villa mit Einfriedung und Garten. |    |
| Fotos hochladen                | Wohnhaus           | Berliner Straße 46 (Karte)      |           | Wohnhaus mit Einfriedung und Garten. |    |
| BW                             | Wohnhaus           | Berliner Straße 51b (Karte)     |           | |    |
| weitere Bilder Fotos hochladen | Wohnhaus           | Berliner Straße 53 (Karte)      |           | Stadtvilla, mit Innenausstattung und Garten, erbaut 1903 von Karl Behlert. |    |
| Fotos hochladen                | Wohnhaus           | Berliner Straße 57 (Karte)      |           | Stadtvilla, mit Innenausstattung |    |

### Bernhardstraße
Stadtzentrum

| Bild                           | Bezeichnung   | Lage                        | Datierung | Beschreibung | ID |
| ------------------------------ | ------------- | --------------------------- | --------- | --- | -- |
| Fotos hochladen                | Brunnen       | Bernhardstraße (Karte)      | 2005      | Gusseiserner Teller- oder Drachenbrunnen von 1846 am Eingang zur Die Fitz und Schlosspark. |    |
| weitere Bilder Fotos hochladen | Palais        | Bernhardstraße 1 (Karte)    | 2000      | Großes Palais: 1821–1823 von Johann Andreas Schaubach erbautes und 1863 umgebautes ehemaliges Wittums- und Erbprinzenpalais der Herzöge von Sachsen-Meiningen, heute ein Gesundheitszentrum.                                                                                                |    |
| weitere Bilder Fotos hochladen | Palais        | Bernhardstraße 2 (Karte)    | 2005      | Kleines Palais: 1821–1823 erbautes Prinzessinnen-Palais für das Haus Sachsen-Meiningen, heute Bankgebäude, Architekt: Johann Andreas Schaubach. |    |
| weitere Bilder Fotos hochladen | Kulturstätte  | Bernhardstraße 3 (Karte)    |           | Klassizistisches Gebäude, 1831 als jüdisches Kaufhaus erbaut, danach mehrere Erweiterungsbauten, heute sind hier die Kammerspiele des Staatstheaters, die Galerie „ada“ und eine Bildungsstätte beheimatet.                                                                                 |    |
| weitere Bilder Fotos hochladen | Palais        | Bernhardstraße 4 (Karte)    | 2005      | Struppsche Villa, auch Villa Strupp oder Strupp Villa: 1909 von Karl Behlert erbautes palastartiges Wohn- und Geschäftshaus für den Bankier Gustav Strupp. 2018–2021 aufwändig saniert und heute Sitz des Max-Reger-Konservatorium Meiningen und der Leitung der örtlichen Volkshochschule. |    |
| weitere Bilder Fotos hochladen | Staatstheater | Bernhardstraße 5 (Karte)    | 2005      | Staatstheater Meiningen: neoklassizistisches Gebäude, erbaut 1908/09 von Architekt Karl Behlert, Generalsanierung 2010/11. |    |
| Fotos hochladen                | Palais        | Bernhardstraße 6/8 (Karte)  | 1996      | Doppel-Wohn- und Geschäftshaus. |    |
| BW                             | Wohnhaus      | Bernhardstraße 8a/b (Karte) |           | Ehemalige Kniesel-Schule |    |

### Brückenweg
Stadtteil Meiningen-Nord

| Bild            | Bezeichnung | Lage               | Datierung | Beschreibung | ID |
| --------------- | ----------- | ------------------ | --------- | --- | -- |
| Fotos hochladen | Brücke      | Brückenweg (Karte) |           | Stahlbeton-Bogenbrücke für Fußgänger über die Werra, auch Eselsbrücke benannt, sanierungsbedürftig, Architekt: Eduard Fritze. |    |

### Burggasse
Stadtzentrum – Historische Altstadt

| Bild                           | Bezeichnung | Lage                 | Datierung | Beschreibung | ID |
| ------------------------------ | ----------- | -------------------- | --------- | --- | -- |
| Fotos hochladen                | Brunnen     | Burggasse (Karte)    |           | Osterbrunnen: errichtet 1909                                                                                               |    |
| Fotos hochladen                | Stadtmauer  | Burggasse (Karte)    |           | Reste der Stadtmauer im Bereich der Hausnummer 22                                                                          |    |
| weitere Bilder Fotos hochladen | Bürgerhaus  | Burggasse 9 (Karte)  |           | Wohnhaus: Errichtet 1771 mit Rokoko-Portal, ehemaliges Wohnhaus des Stenographen Friedrich Mosengeil, 2020/21 restauriert. |    |
| Fotos hochladen                | Museum      | Burggasse 22 (Karte) |           | Fachwerkhaus: Erbaut im 18. Jahrhundert, Wohnhaus von Rudolf Baumbach, heute „Literaturmuseum Baumbachhaus“.               |    |
| Fotos hochladen                | Wohnhaus    | Burggasse 26 (Karte) |           | Viergeschossiges Mehrfamilienhaus.                                                                                         |    |

## C

### Charlottenstraße
Stadtzentrum

| Bild            | Bezeichnung        | Lage                       | Datierung | Beschreibung | ID |
| --------------- | ------------------ | -------------------------- | --------- | --- | -- |
| Fotos hochladen | Verwaltungsgebäude | Charlottenstraße 1 (Karte) | 1997      | Ehemals Sitz der Werra-Eisenbahn-Gesellschaft und der Deutschen Reichsbahn, heute Bank- und Bürogebäude, Architekt: Erwin Theodor Döbner.    |    |
| Fotos hochladen | Verwaltungsgebäude | Charlottenstraße 2 (Karte) | 1996      | Ehemals Sitz der Landeskreditanstalt Meiningen, danach Finanzamt, heute Thüringer Landesbehörde.                                             |    |
| Fotos hochladen | Geschäftshaus      | Charlottenstraße 3 (Karte) | 1996      | Stadtvilla mit Innenausstattung, genutzt von Arztpraxen und Kanzleien.                                                                       |    |
| Fotos hochladen | Palais             | Charlottenstraße 4 (Karte) | 1997      | Ehemaliges Wohnhaus von Hans von Bülow, wird als Wohnhaus und Praxis genutzt.                                                                |    |
| Fotos hochladen | Wohnhaus           | Charlottenstraße 5 (Karte) | 2007      | Um 1860 erbaute Stadtvilla, 1949–2005 Klinik, heute Seniorenwohngemeinschaften.                                                              |    |
| Fotos hochladen | Wohnhaus           | Charlottenstraße 6 (Karte) | 1997      | Stadtvilla, Mehrfamilienwohnhaus |    |
| Fotos hochladen | Geschäftshaus      | Charlottenstraße 7 (Karte) | 1997      | Stadtpalais, Geschäftshaus, vielseitig genutzt.                                                                                              |    |
| Fotos hochladen | Geschäftshaus      | Charlottenstraße 8 (Karte) |           | Stadtvilla, Wohn- und Geschäftshaus, einst Reichsbank, heute Bank- und Kanzleigebäude (linke Gebäudeseite, rechte Seite Leipziger Straße 1). |    |

## D

### Dolmarstraße
Stadtteile Meiningen-Nord und Helba (B 19)

| Bild                                    | Bezeichnung | Lage         | Datierung | Beschreibung                                                 | ID |
| --------------------------------------- | ----------- | ------------ | --------- | ------------------------------------------------------------ | -- |
| Direkt Bild zu diesem Denkmal hochladen | Wegweiser   | Dolmarstraße |           | Historischer Wegweiserstein vom Herzogtum Sachsen-Meiningen. |    |

### Donopskuppe
Stadtteil Meiningen-Ost

| Bild            | Bezeichnung | Lage                | Datierung | Beschreibung                                                                     | ID |
| --------------- | ----------- | ------------------- | --------- | -------------------------------------------------------------------------------- | -- |
| Fotos hochladen | Ruine       | Donopskuppe (Karte) | 2005      | 1822 von Geheimrat Freiherr von Donop errichteter Wohnturm als künstliche Ruine. |    |

## E

### Eleonorenstraße
Stadtzentrum – Historische Altstadt

| Bild                           | Bezeichnung     | Lage                      | Datierung | Beschreibung | ID |
| ------------------------------ | --------------- | ------------------------- | --------- | --- | -- |
| weitere Bilder Fotos hochladen | Postamt         | Eleonorenstraße 1 (Karte) |           | Postbank- und Postfiliale, erbaut 1879 als Kaiserliches Postamt. |    |
| weitere Bilder Fotos hochladen | Landtagsgebäude | Eleonorenstraße 3 (Karte) |           | Landtagsgebäude vom Herzogtum und Freistaat Sachsen-Meiningen, erbaut 1880 im Stil der italienischen Neorenaissance von Erwin Theodor Döbner, ab 1931 Deutsche Reichspost und Deutsche Post, heute Geschäftshaus. |    |

### Elisabeth-Schumacher-Straße
Stadtzentrum (früher Schulstraße)

| Bild                           | Bezeichnung | Lage                                   | Datierung | Beschreibung | ID |
| ------------------------------ | ----------- | -------------------------------------- | --------- | --- | -- |
| Fotos hochladen                | Wohnhaus    | Elisabeth-Schumacher-Straße 2 (Karte)  | 1997      | Saniertes Fachwerk-Wohnhaus mit Innenausstattung, Garten und Umfriedung (früher Neu-Ulmer-Straße 13). |    |
| Fotos hochladen                | Schule      | Elisabeth-Schumacher-Straße 8 (Karte)  | 2004      | Schulgebäude mit Innenausstattung, Vorplatz und Grünanlage: 1832 als ehemaliges Georgenkrankenhaus erbaut, anschließend private Höhere Töchterschule und Erweiterte Oberschule, heute Ausweich- und Ersatzschule bei Schulsanierungen im Altkreis Meiningen (früher Neu-Ulmer-Straße 21). |    |
| weitere Bilder Fotos hochladen | Wohnhaus    | Elisabeth-Schumacher-Straße 12 (Karte) |           | Fachwerk-Wohnhaus, 2019 saniert (früher Neu-Ulmer-Straße 29). |    |

### Emmrichstraße
Stadtteil Meiningen-Ost

| Bild            | Bezeichnung | Lage                    | Datierung | Beschreibung                                            | ID |
| --------------- | ----------- | ----------------------- | --------- | ------------------------------------------------------- | -- |
| Fotos hochladen | Wohnhaus    | Emmrichstraße 3 (Karte) | 2011      | Mehrfamilienwohnhaus mit Treppenanlage und Einfriedung. |    |

### Ernestinerstraße
Stadtzentrum – Historische Altstadt

| Bild                           | Bezeichnung             | Lage                         | Datierung | Beschreibung | ID |
| ------------------------------ | ----------------------- | ---------------------------- | --------- | --- | -- |
| Fotos hochladen                | Brau- und Malzhaus      | Ernestinerstraße 2–4 (Karte) | 2003      | Ersterwähnung eines städtischen Brauhauses am Ort der Nummer 2 im Jahr 1540, 1676 Erweiterung auf zwei Brauhäuser und einer Malz-Darre, 1731 Neubau des Obergeschosses, 1948 Zusammenschluss mit der Hausnummer 4 zur Wäschefabrik Welton Meiningen, seit 2007 Umbau und Sanierung zu einem Wohn- und Geschäftshauskomplex. 2015 fertiggestellt mit der Touristinformation Meiningen im Erdgeschoss. |    |
| BW                             | Innenhof                | Ernestinerstraße 7 (Karte)   |           | Im Innenhof fränkische Laube (Fachwerk) und vier Medaillons. |    |
| weitere Bilder Fotos hochladen | Wohnhaus                | Ernestinerstraße 9 (Karte)   | 2011      | Bauensemble Ernestiner Hof, 1767 als Wohnhaus erbaut, Gebäudeteil Kavaliershaus im Stil des Rokoko unter Denkmalschutz, von 1997 bis 2020 Hotel und Café, anschließend Umbau zu einem Appartementhaus. |    |
| Fotos hochladen                | Wohn- und Geschäftshaus | Ernestinerstraße 11 (Karte)  | 2008      | Verputzter Fachwerkbau mit innenliegenden geschützten Bauteilen |    |
| Fotos hochladen                | Wohn- und Geschäftshaus | Ernestinerstraße 13 (Karte)  | 2009      | Fachwerkhaus, ehemals Sitz der Färberzunft der Wollenweber, erbaut um 1600. |    |
| weitere Bilder Fotos hochladen | Kunsthaus               | Ernestinerstraße 14 (Karte)  |           | Fachwerkhaus: Alte Posthalterei: Erbaut um 1600, viergeschossiges Fachwerkhaus, Anfang des 20. Jahrhunderts eine Poststation der Stadt, heute Herberge vom „Kunsthaus Meiningen“. |    |
| Fotos hochladen                | Wohn- und Geschäftshaus | Ernestinerstraße 16 (Karte)  |           | Stadtvilla im Jugendstil, Architekt: Carl Göbel. |    |
| Fotos hochladen                | Wohn- und Geschäftshaus | Ernestinerstraße 19 (Karte)  |           | Um 1900 erbautes Jugendstil-Gebäude |    |
| Fotos hochladen                | Wohn- und Geschäftshaus | Ernestinerstraße 30 (Karte)  |           | |    |
| Fotos hochladen                | Wohn- und Geschäftshaus | Ernestinerstraße 36 (Karte)  |           | Fachwerkhaus |    |
| Fotos hochladen                | Bibliothek              | Ernestinerstraße 38 (Karte)  | 2005      | Fachwerkhaus: Bürgerhaus aus dem 17. Jahrhundert, zwischen 1983 und 1987 restauriert, Sitz der Stadt- und Kreisbibliothek „Anna Seghers“ Meiningen. |    |
| Fotos hochladen                | Hotel                   | Ernestinerstraße 40 (Karte)  |           | Fachwerkhaus: „Rautenkranz“: Bürgerhaus aus der Mitte des 16. Jahrhunderts, einst Schankwirtschaft mit Tanzsaal, um 1900 Fachwerk vom Außenputz befreit, im Jahr 1998 restauriert und als Hotel genutzt. Im modernen Anbau hofseitig befindet sich das Junge Staatstheater Meiningen. |    |
| Fotos hochladen                | Wohnhaus                | Ernestinerstraße 43 (Karte)  |           | Verputzter Fachwerkbau |    |
| Fotos hochladen                | Wohnhaus                | Ernestinerstraße 49 (Karte)  |           | Fachwerkhaus: Stattliches Bürgerhaus aus dem 16. Jahrhundert, vermutlich das älteste Fachwerkhaus der Stadt, um 1850 Amtsgericht, von 1987 bis 1989 restauriert. |    |
| Fotos hochladen                | Wohn- und Geschäftshaus | Ernestinerstraße 52 (Karte)  |           | Bürgerhaus aus dem 19. Jahrhundert, innen historischer Fleischerladen Villeroy und Boch im Jugendstil. |    |

### Ernststraße
Stadtteil Meiningen-Ost

| Bild                           | Bezeichnung | Lage                  | Datierung | Beschreibung | ID |
| ------------------------------ | ----------- | --------------------- | --------- | --- | -- |
| weitere Bilder Fotos hochladen | Krankenhaus | Ernststraße 7 (Karte) |           | Georgenkrankenhaus: 1903 eröffnetes Landeskrankenhaus, später Bezirkskrankenhaus, heute geriatrische Fachklinik „Georgenhaus“, Architekt: Otto Schubert. |    |
| weitere Bilder Fotos hochladen | Schule      | Ernststraße 9 (Karte) |           | Von Karl Behlert 1906 errichteter Hauptbau der bis heute bestehenden Medizinischen Fachschule (Schwesternschule).                                        |    |

## F

### Feodorenstraße
Stadtteil Meiningen-Nord

| Bild            | Bezeichnung | Lage                       | Datierung | Beschreibung                                                                                                 | ID |
| --------------- | ----------- | -------------------------- | --------- | --- | -- |
| Fotos hochladen | Wohnhaus    | Feodorenstraße 14 (Karte)  | 1997      | Mehrfamilienwohnhaus, bemerkenswerte Stadtvilla mit zwei interessanten Dachgeschossen, mit Innenausstattung. |    |
| Fotos hochladen | Wohnhaus    | Feodorenstraße 14a (Karte) | 1997      | Ehemaliges Gesindehaus für die benachbarte Stadtvilla Nr. 14 (rechter Gebäudeteil).                          |    |
| Fotos hochladen | Villa       | Feodorenstraße 16 (Karte)  | 1997      | Wohn- und Geschäftshaus, klassizistische Villa, mit Innenausstattung und Garten.                             |    |
| Fotos hochladen | Gesindehaus | Feodorenstraße 16a (Karte) | 1997      | Gesinde/Wirtschaftsgebäude für die Villa Nr. 16 (linker Gebäudeteil).                                        |    |

### Friedrichstraße
Stadtteil Meiningen-Ost

| Bild            | Bezeichnung   | Lage                       | Datierung | Beschreibung | ID |
| --------------- | ------------- | -------------------------- | --------- | --- | -- |
| Fotos hochladen | Wohnhaus      | Friedrichstraße 1 (Karte)  |           | Villa Helene: Stadtvilla, mit Innenausstattung und Garten, Architekt: Theodor Krech.                            |    |
| Fotos hochladen | Wohnhaus      | Friedrichstraße 3 (Karte)  |           | Stadtvilla |    |
| Fotos hochladen | Geschäftshaus | Friedrichstraße 14 (Karte) |           | Für die Post errichteter Gebäudekomplex mit Garagen auf zwei Ebenen im Bauhausstil, Architekt: Armin Trautmann. |    |
| Fotos hochladen | Wohnhaus      | Friedrichstraße 15 (Karte) |           | Doppelhaushälfte, mit Innenausstattung.                                                                         |    |

## G

### Gartenstraße
Stadtteil Meiningen-Ost

| Bild            | Bezeichnung   | Lage                    | Datierung | Beschreibung                                                       | ID |
| --------------- | ------------- | ----------------------- | --------- | ------------------------------------------------------------------ | -- |
| Fotos hochladen | Wohnhaus      | Gartenstraße 3 (Karte)  |           | Wohnhaus                                                           |    |
| Fotos hochladen | Fabrikgebäude | Gartenstraße 36 (Karte) |           | Fabrikgebäude im Bauhausstil, einst Metallbetrieb, heute Wohnhaus. |    |

### Georgstraße
Stadtzentrum – Historische Altstadt

| Bild                           | Bezeichnung   | Lage                               | Datierung | Beschreibung | ID |
| ------------------------------ | ------------- | ---------------------------------- | --------- | --- | -- |
| weitere Bilder Fotos hochladen | Brunnen       | Georgstraße (Karte)                | 2005      | Gänsemännchenbrunnen von 1854, Sandsteinbecken mit Bronzefigur, mehrmaliger Standortwechsel, seit 1991 an diesem Ort. |    |
| weitere Bilder Fotos hochladen | Hotel         | Georgstraße 1 (Karte)              |           | Hotel Sächsischer Hof: Erbaut 1798–1802, mehrmals erweitert und 1900 von Eduard Fritze im bis heute bestehenden Stil umgebaut. |    |
| weitere Bilder Fotos hochladen | Bürgerhaus    | Georgstraße 2 (Karte)              |           | Henneberger Haus: Erbaut 1894/95 von Eduard Fritze als Sitz des Hennebergischen Altertumsforschenden Verein Meiningen (HAV), seit 1915 Gasthaus und Restaurant.                                                                                     |    |
| Fotos hochladen                | Wasserwerk    | Georgstraße 3a (Karte)             | 2003      | Historisches Wasserwerk am äußeren Bleichgraben. |    |
| Fotos hochladen                | Brunnen       | Georgstraße 16 (Karte)             | 2005      | Zierbrunnen: Fischdiebbrunnen, steinernes Brunnenbecken mit Bronzefigur von Bildhauer Adolf Trabert, 1935 aufgestellt. |    |
| Fotos hochladen                | Fachwerkhaus  | Georgstraße 18 Postgasse 8 (Karte) |           | Hinterhaus: Bürgerhaus von 1608 mit steinernen Sockelgeschoss und Rundbogentor, von 1824 bis 1844 eine Poststation von Thurn und Taxis. |    |
| Fotos hochladen                | Geschäftshaus | Georgstraße 19 (Karte)             | 1994      | Ehemaliges Gasthaus „Zum Goldenen Pflug“ mit geschützter Fassade. |    |
| weitere Bilder Fotos hochladen | Wohnhaus      | Georgstraße 20 (Karte)             |           | Fachwerkhaus: Büchnersches Hinterhaus: Erbaut 1596 im hennebergisch-fränkischen Stil vom Bäckermeister Hans Müller, restauriert 1904 von Oberbaurat Eduard Fritze, 1974 und 2001, ältester datierter Fachwerkbau der Stadt (im Hof als Hinterhaus). |    |

## H

### Helenenstraße
Stadtteil Meiningen-West

| Bild            | Bezeichnung | Lage                      | Datierung | Beschreibung | ID |
| --------------- | ----------- | ------------------------- | --------- | --- | -- |
| Fotos hochladen | Palais      | Helenenstraße 1 (Karte)   | 2006      | Palais am Prinzenberg: Ehemaliges „Helenenstift“, Palais im englischen Landhausstil (Neorenaissance), erbaut 1891/92 von Otto Hoppe als Witwensitz für Helene Freifrau von Heldburg, der dritten Gemahlin von Herzog Georg II., von 1950 bis 2001 Institut für Lehrerbildung und Lehrerseminar, heute Firmensitz sowie Ferienwohnungen. |    |
| Fotos hochladen | Sanatorium  | Helenenstraße 3 (Karte)   | 1993      | Ehemaliges Sanatorium für Nervenerkrankungen, später Institut für Lehrerbildung, heute Wohnhaus, Architekt: Carl Göbel. |    |
| Fotos hochladen | Villa       | Helenenstraße 5 (Karte)   | 1994      | Villa, erbaut von Carl Göbel. |    |
| Fotos hochladen | Wohnhaus    | Helenenstraße 7 (Karte)   | 1997      | Villa, mit Innenausstattung, Architekt: Jacob Lutz. |    |
| Fotos hochladen | Villa       | Helenenstraße 8 (Karte)   | 1994      | Stadtvilla mit Eckturm, erbaut von Karl Behlert. |    |
| Fotos hochladen | Villa       | Helenenstraße 12 (Karte)  | 1995      | Stadtvilla, mit Innenausstattung und Gartengrundstück, Architekt: Otto Schubert. |    |
| Fotos hochladen | Villa       | Helenenstraße 13 (Karte)  | 1994      | Villa, mit Innenausstattung, Architekt: Karl Behlert. |    |
| Fotos hochladen | Villa       | Helenenstraße 15 (Karte)  | 1997      | Berghaus: Villa mit Innenausstattung, Garten und Umfriedung. |    |
| Fotos hochladen | Villa       | Helenenstraße 19 (Karte)  | 1994      | Villa, mit Innenausstattung, Garten und Umfriedung. |    |
| Fotos hochladen | Wohnhaus    | Helenenstraße 20 (Karte)  | 1997      | Mit Innenausstattung, Garten und Umfriedung. |    |
| Fotos hochladen | Villa       | Helenenstraße 22 (Karte)  | 1997      | Villa mit Innenausstattung und Garten, Architekt: Theodor Krech. |    |
| Fotos hochladen | Wohnhaus    | Helenenstraße 23 (Karte)  | 2003      | Villa, von 1934 bis 1944 das Wohnhaus des Komponisten Günter Raphael, Architekt: H. Wendel. |    |
| Fotos hochladen | Villa       | Helenenstraße 27 (Karte)  | 1997      | Villa mit Innenausstattung, Garten und Umfriedung, Architekt: Carl Göbel. |    |
| Fotos hochladen | Wohnhaus    | Helenenstraße 48a (Karte) | 2014      | Stadtvilla mit Nebengebäude Grundstück und Einfriedung. (alt: Nachtigallenstraße 33) |    |

### Henneberger Straße
Stadtteil Meiningen-Südwest

| Bild            | Bezeichnung   | Lage                          | Datierung | Beschreibung                                                                         | ID |
| --------------- | ------------- | ----------------------------- | --------- | ------------------------------------------------------------------------------------ | -- |
| Fotos hochladen | Wohnhaus      | Henneberger Straße 3b (Karte) |           | ein Gebäude des DRK-Kreisverbands Meiningen.                                         |    |
| Fotos hochladen | Fabrikgebäude | Henneberger Straße 9 (Karte)  | 2013      | Ehemalige Brauerei, Lagergebäude und Wohnhaus, heute Firma Perladin Haushaltschemie. |    |

### Herrenbergstraße
Stadtteil Meiningen-West

| Bild | Bezeichnung | Lage                        | Datierung | Beschreibung                             | ID |
| ---- | ----------- | --------------------------- | --------- | ---------------------------------------- | -- |
| BW   | Wohnhaus    | Herrenbergstraße 20 (Karte) |           | Wohnhaus mit Innenausstattung und Garten |    |

## I

### In der Haßfurt
Stadtteil West (im Stadtwald)

| Bild                                    | Bezeichnung | Lage                   | Datierung | Beschreibung                                                               | ID |
| --------------------------------------- | ----------- | ---------------------- | --------- | -------------------------------------------------------------------------- | -- |
| weitere Bilder Fotos hochladen          | Burg        | In der Haßfurt (Karte) | 2005      | Burgruine Habichtsburg nahe der Alten Frankfurter Straße (In der Haßfurt). |    |
| Direkt Bild zu diesem Denkmal hochladen | Denkmal     | In der Haßfurt         |           | Denkmal für Herzog Georg I. von Sachsen-Meiningen.                         |    |

## J
| Bild                                    | Bezeichnung | Lage                          | Datierung | Beschreibung | ID |
| --------------------------------------- | ----------- | ----------------------------- | --------- | ------------ | -- |
| Direkt Bild zu diesem Denkmal hochladen |             | Koordinaten fehlen! Hilf mit. |           |              |    |

## K

### Karlsallee
Stadtzentrum

| Bild                           | Bezeichnung | Lage                  | Datierung | Beschreibung | ID |
| ------------------------------ | ----------- | --------------------- | --------- | --- | -- |
| Fotos hochladen                | Brücke      | Karlsallee (Karte)    |           | Stahlfachwerk-Bogenbrücke über den zusammengeführten Bleichgraben kurz vor der Mündung in die Werra im Norden des Schlossparks. |    |
| weitere Bilder Fotos hochladen | Villa       | Karlsallee 2a (Karte) | 2003      | Stadtvilla „Pilz“ |    |
| Fotos hochladen                | Wohnhaus    | Karlsallee 6 (Karte)  |           | Wohnhaus: ehemaliges herzogliche „Teehaus“.                                                                                     |    |

### Klostergasse
Stadtzentrum – Historische Altstadt

| Bild                           | Bezeichnung | Lage                   | Datierung | Beschreibung | ID |
| ------------------------------ | ----------- | ---------------------- | --------- | --- | -- |
| weitere Bilder Fotos hochladen | Schule      | Klostergasse 1 (Karte) | 2006      | 1817–1821 als „Gymnasium Bernhardinum“ erbaut, heute Volkshochschule, Architekt: Johann Andreas Schaubach.                            |    |
| Fotos hochladen                | Brunnen     | Klostergasse 2 (Karte) |           | Brunnen im Innenhof. |    |
| weitere Bilder Fotos hochladen | Zeughaus    | Klostergasse 3 (Karte) |           | Kloster/Zeughaus: Ehemaliges Hauptgebäude des 1239–1242 erbauten Minoritenklosters, Mitte des 19. Jahrhunderts zum Zeughaus umgebaut. |    |

## L

### Landsberger Straße
Stadtzentrum sowie Stadtteile Meiningen-West und Meiningen-Nordwest (ab Nr. 19)

| Bild                           | Bezeichnung   | Lage                                              | Datierung | Beschreibung | ID |
| ------------------------------ | ------------- | ------------------------------------------------- | --------- | --- | -- |
| weitere Bilder Fotos hochladen | Volkshaus     | Landsberger Straße 1 (Karte)                      | 1996      | Volkshaus, klassizistisches Schützenhaus von 1831 mit angegliederten Saalgebäude von 1913, Neueröffnung nach Restaurierung 2018.                                                      |    |
| Fotos hochladen                | Fabrikgebäude | Landsberger Straße 2a (Karte)                     | 1996      | Ehemaliges Werkstattgebäude/Maschinenhaus der Stadtwerke Meiningen, später Energieversorgung, heute Teil eines Gewerbebetriebs.                                                       |    |
| BW                             | Wohnhaus      | Landsberger Straße 19 (Karte)                     | 2002      | Mit Innenausstattung und Garten. |    |
| weitere Bilder Fotos hochladen | Meierei       | Landsberger Straße 146 (Karte)                    | 1996      | Meierei am Landsberg: Gutshof, im Schweizer Bauernhausstil errichteter Meierei mit Herrenhaus und Ställen, erbaut 1836–1842, einst zum → Schloss Landsberg gehörend, im Privatbesitz. |    |
| weitere Bilder Fotos hochladen | Schloss       | Landsberger Straße 150 (Karte)                    | 2005      | Schloss Landsberg, 1836–1840 erbaut von August Wilhelm Döbner im neugotischen Stil.                                                                                                   |    |
| Fotos hochladen                | Transformator | Landsberger Straße (Richtung OT Walldorf) (Karte) | 2003      | Historischer Transformator-Turm nahe dem Landsberg. |    |

### Leipziger Straße
Stadtzentrum und Stadtteil Meiningen-Nord (ab Nr. 10)

| Bild                           | Bezeichnung   | Lage                            | Datierung | Beschreibung | ID |
| ------------------------------ | ------------- | ------------------------------- | --------- | --- | -- |
| Fotos hochladen                | Geschäftshaus | Leipziger Straße 1 (Karte)      |           | Wohn- und Geschäftshaus, einst Reichsbank, heute Bank- und Kanzleigebäude (auch Charlottenstraße 8). |    |
| weitere Bilder Fotos hochladen | Bankgebäude   | Leipziger Straße 2 (Karte)      | 2003      | Von Karl Behlert 1909 erbautes Gebäude der Bank für Thüringen, später Deutsche Bank, 1945–2000 als Landgerichtsgebäude genutzt, heute Geschäftshaus u.a. mit festlichen Veranstaltungsaal - für Veranstaltungen jeder Art, Arztpraxen, Privatbank, Steuerberater und Brautmodengeschäft. |    |
| weitere Bilder Fotos hochladen | Bankgebäude   | Leipziger Straße 4 (Karte)      |           | Dominantes 1899 im eklektizistischen Stil erbautes Gebäude der Deutschen Hypothekenbank Meiningen, später Staatsbank der DDR und Bundesbank, heute Hauptsitz der Rhön-Rennsteig-Sparkasse, Architekt: Eduard Fritze.                                                                     |    |
| Fotos hochladen                | Wohnhaus      | Leipziger Straße 6 (Karte)      | 2008      | Klassizistisches Wohn- und Geschäftshaus, 2021 saniert. |    |
| Fotos hochladen                | Wohnhaus      | Leipziger Straße 10/10a (Karte) | 1997      | Viergeschossiges Doppelwohnhaus |    |
| Fotos hochladen                | Kaserne       | Leipziger Straße 17–23 (Karte)  | 2008      | Ehemalige Hauptkaserne, drei verbliebene Gebäude, heute Justizzentrum Meiningen, Polizeiinspektion und Wohnhaus. |    |
| BW                             | Wohnhaus      | Leipziger Straße 31 (Karte)     | 2003      | |    |
| BW                             | Wohnhaus      | Leipziger Straße 51 (Karte)     | 2002      | |    |

### Lindenallee
Stadtzentrum

| Bild                           | Bezeichnung | Lage                                              | Datierung | Beschreibung | ID |
| ------------------------------ | ----------- | ------------------------------------------------- | --------- | --- | -- |
| weitere Bilder Fotos hochladen | Park        | Lindenallee Marienstraße Charlottenstraße (Karte) |           | Englischer Garten in seiner Gesamtheit mit anliegender Lindenallee. Einzeldenkmale im Park siehe unter Liste der Kulturdenkmale in den Meininger Parks. |    |
| weitere Bilder Fotos hochladen | Bahnhof     | Lindenallee 1 (Karte)                             | 2005      | Empfangsgebäude des Meininger Bahnhofs im Stil des Historismus, erbaut 1858 und 1874.                                                                   |    |